# Sacrificio de Ifigenia (mosaico)

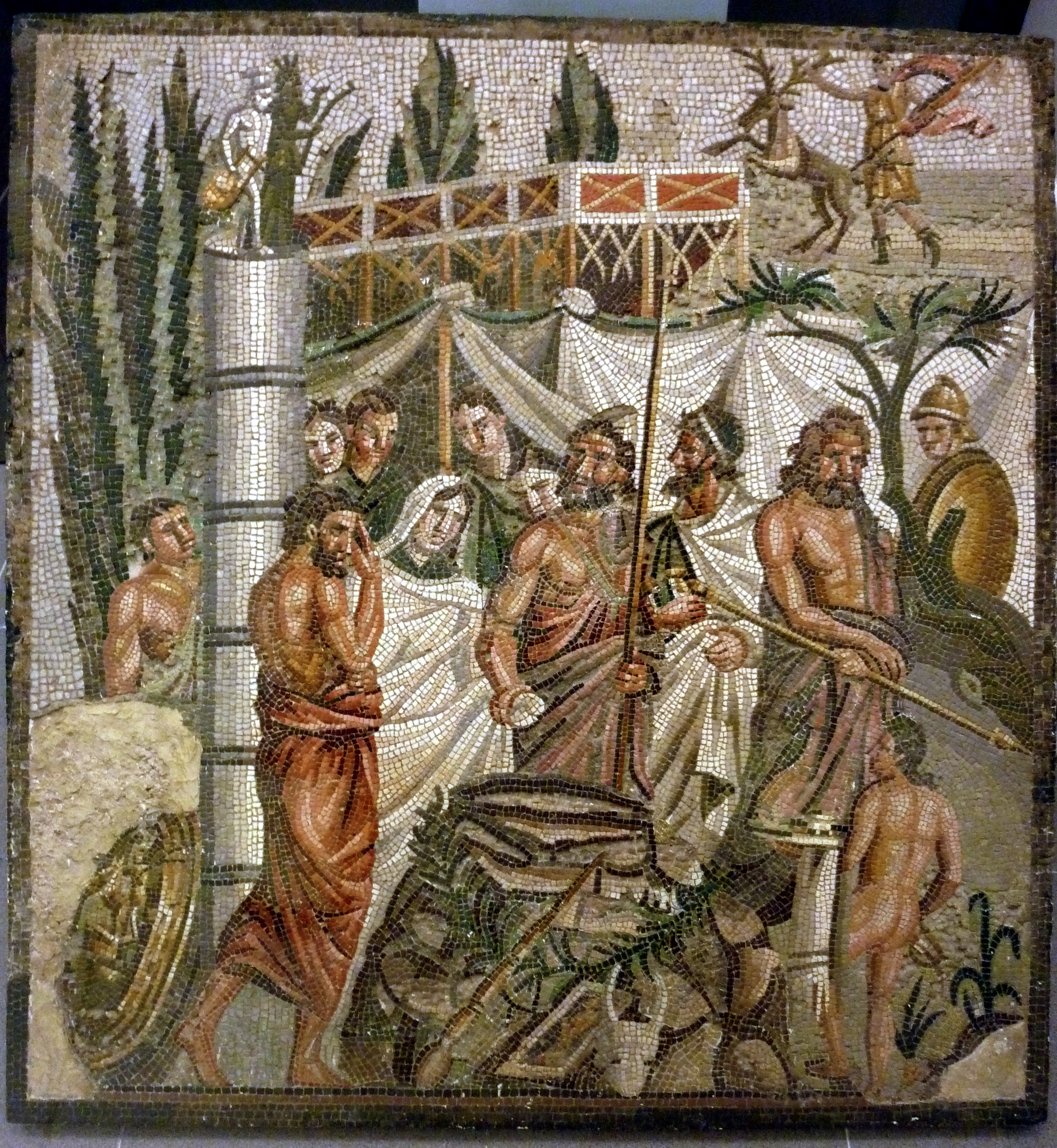
El mosaico del Sacrificio de Ifigenia fue encontrado en 1849 durante unas excavaciones en Ampurias.

El mosaico del sacrificio de Ifigenia es el más célebre de los hallados en Ampurias, provincia de Gerona (España). Representa el tema mitológico del sacrificio de Ifigenia. Fue encontrado a mediados del siglo XIX. El mosaico mide 0,55 metros de ancho por 0,60 metros de largo.
En primer plano se encuentra un altar, rodeados de ramas, y apoyados en él, una antorcha, un bucráneo y un cuadrito con una herma itifálico. A la izquierda del altar se encuentra Agamenón; en el centro, Ulises e Ifigenia; más a la derecha Calcas, de blanco; con una cinta en la cabeza y la diestra en la empuñadura del cuchillo, y Menelao, portando un cetro.
En un segundo término, cuatro jóvenes sin armas, uno armado, y una cabeza femenina, que se asoma tras el hombro de Ulises. Sobre una columna una estatuilla de Apolo. Detrás Diana con un ciervo y unos cipreses. Al pie de la columna está apoyado un escudo. Los expertos piensan que copia una pintura helenística, ya que, la pintura helenística sentía interés por estos efectos de luz y de óptica. Pese a todo ello, la brusquedad con que los colores se yuxtaponen, sin transiciones graduales, y la renuncia a efectos de perspectiva aérea, parecen indicar que este mosaico fue ejecutado en el último tercio del siglo I d. C.